# ميخائيل ريان باريت (محامي)
ميخائيل ريان باريت (بالإنجليزية: Michael Ryan Barrett)‏ هو قاضي ومحامي أمريكي، ولد في 14 يناير 1951 في سينسيناتي في الولايات المتحدة.